# 알베르 자피
알베르 자피(말라가시어: Albert Zafy, 1927년 5월 1일~2017년 10월 13일)는 마다가스카르의 정치인이자 교육자였으며 1993년부터 1996년까지 제4대 마다가스카르의 대통령을 역임했다. 1988년에는 전국민주주의개발연맹(UNDD)을 창설했다.
1992년 자피는 디디에 라치라카 대통령에 맞서 대통령 후보로 섰다. 선거는 곧 두 후보 간의 결선투표로 바뀌었다. 1993년 자피는 67%의 득표율을 얻어 압도적인 결과로 결선투표에서 승리했다. 대통령 재임 기간 동안 자피는 자신의 사무실에서 부패 혐의로 경제적 쇠퇴로 인해 낮은 여론 조사 수치를 받았다. 그는 1996년에 탄핵되었고 1996년 대통령 선거에서 라치라카에게 패배했다. 퇴임 후에도 자피는 야당 지도자로서 정치에서 활동적으로 활동했다.